# Путујуће позориште Шопаловић (Краљевачко позориште)
Путујуће позориште Шопаловић је позоришна представа, премијерно изведена на сцени Краљевачког позоришта. На репертоар је постављена у сезони 2008/09, а режирао је Небојша Дугалић, уз драматуршку сарадњу Љиљане Зрнзевић.

## О представи
Драму Љубомира Симовића Путујуће позориште Шопаловић, Небојша Дугалић је поставио на сцену Краљевачког позоришта 10. марта 2009. године. То је била трећа премијера те сезоне, после представа Ожалошћена фамилија и Карневал животиња. Дугалић је сматрао да је текстуални предложак преобиман, па је заједно са Љиљаном Зрнзевић драматуршки адаптирао за позоришно извођење. Уз Дугалића, који је тумачио лик Дробца, у постави су били Зоран Дамјановић, Јелена Бартуловић, Јелена Илић, Александар Перишић, Биљана Костантиновић, Зоран Церовина, Горица Динуловић, Предраг Павловић, Владан Славковић, Јасмина Радовић, Маријана Кос, Нада Станков и Милена Илић. Представа је уврштена у такмичарски део 7. по реду Јоакимфеста, где је била друга по оцени публике, после представе Дервиш и смрт Народног позоришта из Београда.
Годину дана након премијере, ансамбл Краљевачког позоришта гостовао је на међународном фестивалу Славија 2010, одржаном у Позоришту Славија, где је такође имала добар пријем код публике. Неколико дана раније, изведена је у Театру „Бојан Ступица”, Југословенског драмског позоришта. У августу 2010. комад је увршен у програм другог по реду Тврђава театра.
Краљево је почетком новембра 2010. године погодио разоран земљотрес, после ког је зграда позоришта проглашена небезбедном за коришћење. Представа надаље није била на редовном репертоару. Гостујући у емисији Вече са Иваном Ивановићем, Дугалић је изјавио да му је рад на представи био једно од драгоценијих позоришних искустава.

## Ансамбл
| Глумац                   | Улога      |
| ------------------------ | ---------- |
| Зоран Дамјановић         | Василије   |
| Јелена Бартуловић        | Јелисавета |
| Јелена Илић              | Софија     |
| Александар Перишић       | Филип      |
| Биљана Костантиновић     | Гина       |
| Зоран Церовина           | Благоје    |
| Горица Динуловић         | Симка      |
| Небојша Дугалић          | Дробац     |
| Предраг Павловић         | Милун      |
| Владан Славковић         | Мајцен     |
| Јасмина Радовић          | Дара       |
| Маријана Кос             | Томанија   |
| Нада Станков Милена Илић | Грађанке   |

| Драматург и асистент редитеља | Љиљана Зрнзевић                                     |
| Редитељ                       | Небојша Дугалић                                     |
| Костимограф                   | Стефан Савковић                                     |
| Аутор музике                  | Марјан Милановић                                    |
| Видео дизајн                  | Небојша Дугалић, Љиљана Зрнзевић и Владан Славковић |
| Дизајнер светла               | Миле Цвијовић                                       |
| Тон-мајстор                   | Светозар Тошић                                      |
| Инспицијент                   | Вукман Ракочевић                                    |
| Суфлер                        | Нада Станков                                        |
| Гардероба                     | Оливера Живковић                                    |
| Израда костима                | Оливера Живковић и Јелена Павловић                  |
| Израда декора                 | Слободан Гајовић, Марко Живковић и Зоран Милић      |